# Chylismia
Chylismia, rod sjevernoameričkog bilja iz porodice vrbolikovke, raširenog po zapadu SAD–a i sjeverozapadu Meksika. Priznato je 16 vrsta
Vrste ovog roda su jednogodišnje raslinje ili trajnice.

## Vrste
1. Chylismia arenaria A.Nelson
2. Chylismia atwoodii (Cronquist) W.L.Wagner & Hoch
3. Chylismia brevipes (A.Gray) Small
4. Chylismia cardiophylla (Torr.) Small
5. Chylismia claviformis (Torr. & Frém.) A.Heller
6. Chylismia confertiflora (P.H.Raven) W.L.Wagner & Hoch
7. Chylismia eastwoodiae (Munz) W.L.Wagner & Hoch
8. Chylismia exilis (P.H.Raven) W.L.Wagner & Hoch
9. Chylismia heterochroma (S.Watson) Small
10. Chylismia megalantha (Munz) W.L.Wagner & Hoch
11. Chylismia multijuga Small
12. Chylismia munzii (P.H.Raven) W.L.Wagner & Hoch
13. Chylismia parryi (S.Watson) Small
14. Chylismia scapoidea (Torr. & A.Gray) Small
15. Chylismia specicola (P.H.Raven) W.L.Wagner & Hoch
16. Chylismia walkeri A.Nelson